# CO Roubaix-Tourcoing
Club Olympique de Roubaix Tourcoing – francuski klub piłkarski z siedzibą w Roubaix. Klub działał w latach 1945–1970.

## Historia
Club Olympique de Roubaix Tourcoing powstał w 1945 w wyniku połączenia trzech klubów: RC Roubaix, Excelsioru Roubaix i US Tourcoing.  W tym samym roku klub zajął miejsce Excelsioru w Première Division. W premierowym sezonie klub zajął wysokie trzecie miejsce. Jeszcze lepszy był następny sezon - 1946/1947, kiedy CO Roubaix-Tourcoing zdobyło mistrzostwo Francji. 
We francuskiej ekstraklasie CO Roubaix występował przez 10 sezonów do 1955. W 1963 CO Roubaix-Tourcoing stracił status zawodowy i RC Roubaix odłączył się od tego klubu i połączył z Stade Roubaix tworząc Racing Stade Roubaisien.
Po utracie statusu zawodowego CO Roubaix-Tourcoing zostało zdegradowane do V ligi. W 1964 klub awansował do IV ligi i występował w niej do 1970, kiedy to awansował do trzeciej ligi. Klub nie zdarzył przystąpić do trzecioligowych, gdyż 15 czerwca 1970 został rozwiązany. Miejsce CO Roubaix-Tourcoing zajął reaktywowany Excelsior Roubaix.

## Sukcesy
- mistrzostwo Francji: 1947.
- 10 sezonów w Première Division: 1945–1955.

## Znani piłkarze w klubie
- Julien Darui
- Lazare Gianessi
- René Dereuddre
- Bruno Zboralski
- Stanislas Laczny
- Jean Luciano
- Jean Baratte

## Sezony w Première Division
| Sezon   | Uzyskane Miejsce |
| ------- | ---------------- |
| 1945-46 | 3                |
| 1946-47 | 1                |
| 1947-48 | 8                |
| 1948-49 | 13               |
| 1949-50 | 10               |
| 1950-51 | 10               |
| 1951-52 | 8                |
| 1952-53 | 15               |
| 1953-54 | 15               |
| 1954-55 | 18 (spadek)      |